# Вахнево
Ва́хнево (рос. Вахнево) — присілок у складі Нікольського району Вологодської області, Росія. Входить до складу Нікольського сільського поселення.

## Населення
Населення — 141 особа (2010; 175 у 2002).
Національний склад (станом на 2002 рік):
- росіяни — 100 %